# Bărzina
Bărzina (bulgariska: Бързина) är ett distrikt i Bulgarien.   Det ligger i kommunen Obsjtina Chajredin och regionen Vratsa, i den nordvästra delen av landet, 100 km norr om huvudstaden Sofia.